# پیتر سایمون پالاس
پیتر سایمون پالاس (۲۲ سپتامبر ۱۷۴۱ – ۸ سپتامبر ۱۸۱۱) جانورشناس و گیاه‌شناس آلمانی که آثار ماندگاری در زمینه‌های تخصصی خود به جای گذاشت. بیشتر کارهای پژوهشی خود را در روسیه انجام داد و عضو خارجی فرهنگستان پادشاهی علوم سوئد بود.
در سال ۱۷۶۷، کار خود به عنوان استاد تاریخ طبیعی در فرهنگستان پادشاهی علوم روسیه آغاز کرد. سپس از سوی کاترین کبیر سرپرست یکی از تیم‌های اکتشافی اعزامی به گوشه و کنار خاک امپراتوری روسیه شد و در طی سال‌ها توانست نمونه‌های جانوری و گیاهی بسیاری را شناسایی کند. همچنین در سال ۱۷۷۲ سنگی ۶۸۰ کیلوگرمی به او نشان داده شد که در اطراف شهر کراسنویارسک پیدا شده بود. بررسی بر روی این سنگ نشان داد که این سنگ گونه‌ای شهاب‌سنگ سنگی–آهنی است که در آن منطقه سقوط کرده بود. این نوع از شهاب‌سنگ‌ها بعدها به افتخار پالاس به نام پالازیت خوانده شدند.
از جمله شناخته‌شده‌ترین گونه‌های زیستی که به افتخار او نام‌گذاری شده‌اند می‌توان به گربه پالاس، عقاب دریایی پالاس، کاکایی سربزرگ، و چندین پرنده و خفاش اشاره کرد.